# Kotlina Raciborska

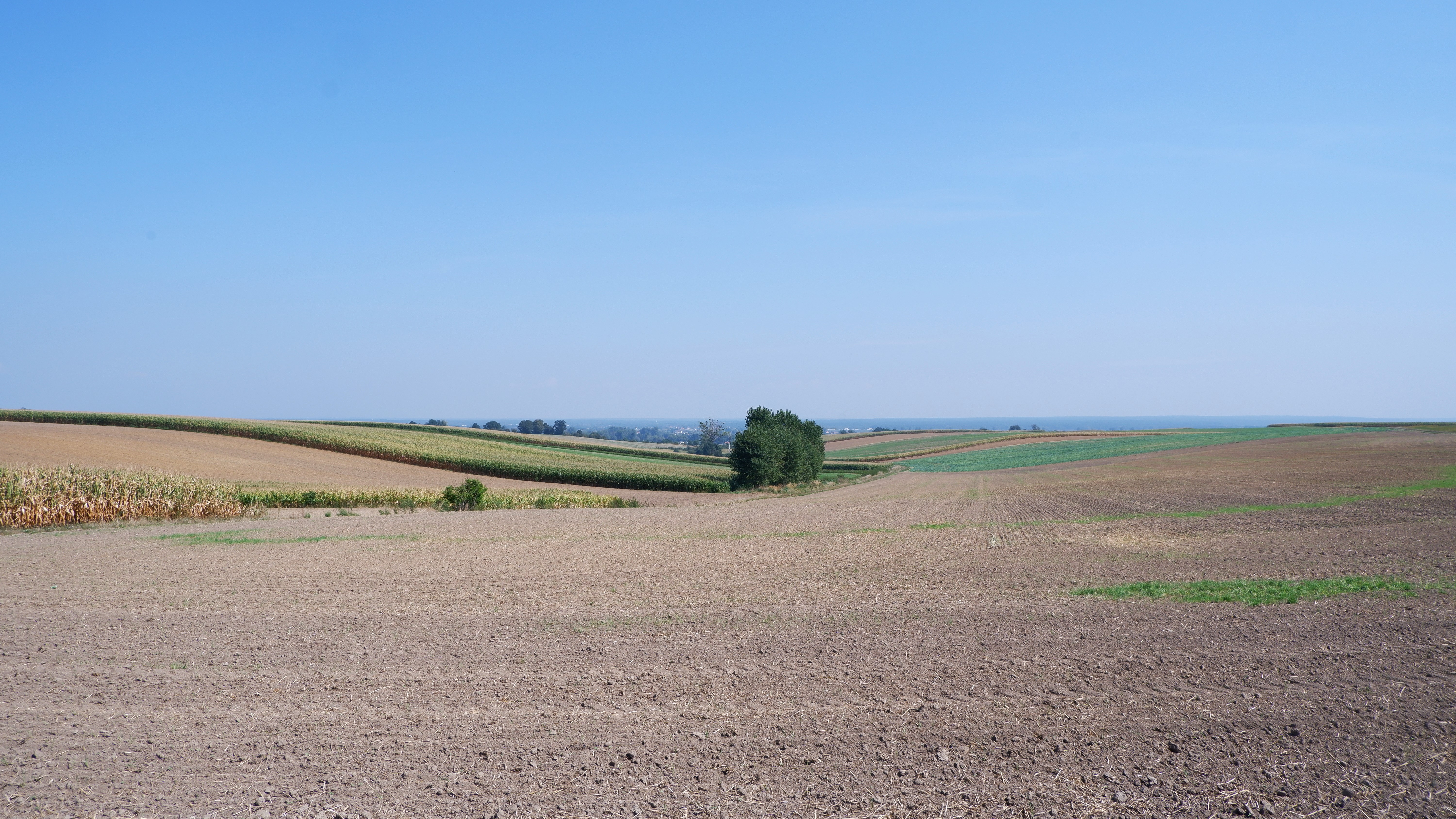
Krajobraz wiejski koło Sławikowa

Kotlina Raciborska (318.59) – mezoregion fizycznogeograficzny w południowej Polsce, stanowiący południowo-wschodnią część Niziny Śląskiej.

## Położenie
Kotlina Raciborska położona jest po obu stronach górnej Odry, pomiędzy Płaskowyżem Rybnickim na wschodzie a Płaskowyżem Głubczyckim na zachodzie i Równiną Niemodlińską na północnym zachodzie. Mezoregion jest najdalej na południe wysuniętą częścią Niziny Śląskiej, która rozciąga się wzdłuż biegu Odry na terenie powiatu wodzisławskiego i raciborskiego oraz dalej na północ w kierunku Kędzierzyna-Koźla i Krapkowic. Powierzchnia wynosi 1219 km². Ponad połowa powierzchni gminy Racibórz leży w obrębie Kotliny Raciborskiej. Północno-wschodnią część Kotliny Raciborskiej przecina Kanał Gliwicki.

## Geologia
Dno kotliny budują osady holoceńskie i są to utwory gliniaste i pyłowe, rzadziej ilaste i piaszczyste o zróżnicowanej miąższości. Natomiast pod nimi zalegają czwartorzędowe polodowcowe osady okruchowe w postaci piasków i żwirów.

## Morfologia terenu
Powierzchnia Kotliny osiąga wysokości nieco poniżej 200 m n.p.m. Obszar ten jest bardzo słabo urozmaicony z przewagą rzeźby równinnej o różnicach wysokości z reguły nie przekraczających 3 metrów, a niewielkie urozmaicenia w rzeźbie tworzą zagłębienia w formie meandrycznych starorzeczy, często wypełnionych wodą lub podmokłych. Charakterystycznymi formami geomorfologicznymi w dolinie Odry są dwie tarasy akumulacyjne: zalewowy, który sięga 0,5–2 metrów nad poziomem rzeki oraz nadzalewowy, który sięga 4–7 metrów nad poziomem rzeki. Obszar przecina dolina rzeki Rudy.

## Klimat
Na klimat kotliny duży wpływ mają ciepłe masy powietrza, które napływają z południa przez Bramę Morawską, a także oceaniczne masy powietrza, które napływają z zachodu. Klimat jest o wiele cieplejszy niż w ościennych krainach geograficznych. Średnia temperatura powietrza kształtuje się na poziom +8 °C, lato jest długie, a zimy łagodne. Średnie opady atmosferyczne wahają się w przedziale 600–700 mm. W lecie przeważają wiatry północno-wschodnie, a w zimie południowo-wschodnie. Związane jest to z tym, że przez około 40% roku następuje wymuszony przepływ mas powietrza przez Bramę Morawską.

## Gospodarka
Prawobrzeżna (wschodnia) część regionu jest pokryta lasem, lewobrzeżna (zachodnia) stanowi krainę rolniczą. Nad Odrą rozwinęły się duże ośrodki przemysłowe: Kędzierzyn-Koźle na północy i Racibórz na południu.